# جوکیو (دوره ادو)
جوکیو (به ژاپنی: 貞享 Jōkyō) نام عصر ژاپنی در دوره ادو بود. این دوره بعد از تننا و قبل از  گنروکو بود. این دوره از فوریه ۱۶۸۴ تا سپتامبر ۱۶۸۸ میلادی ادامه داشت. در این دوره امپراتور ریگن و امپراتور هیگاشی‌یاما امپراتور ژاپن بودند.